# Liste der Straßennamen von Syke
Die Liste der Straßennamen von Syke listet alle Straßennamen der Stadt Syke im niedersächsischen Landkreis Diepholz auf. In dieser Liste werden die Straßennamen jeweils in alphabetischer Reihenfolge den einzelnen Ortsteilen zugeordnet und nach Möglichkeit auf erklärende Wikipedia-Artikel verlinkt.

## Barrien
- Straßen westlich der Bahnstrecke Bremen-Osnabrück (Koordinaten:  52° 57′ 0,5″ N, 8° 48′ 49,4″ O)
  - Straßen nördlich der B 6: An der Bahn, Fuchsweg, Grenzstraße, Hahnenfelder Weg
  - Straßen südlich der B 6: Am Fuhrenkamp, An der Bahn, Bremer Straße, Fuchsweg, Handelsweg, Wessels Weg, Zur Siemerei, Zur Streitheide
- Straßen östlich der Bahnstrecke Bremen-Osnabrück (Koordinaten:  52° 56′ 29″ N, 8° 49′ 45″ O)
  - Straßen nördlich und östlich der B 6
    - Straßen nördlich der K 122: Ackerrose, Am Alten Sportplatz, Am Dreieck, Am Nordfeld, Am Schützenplatz, Am Sonnenberg, Am Stühr, Barrier Allee, Bergfarn, Bienenweide, Birkenstraße, Breslauer Straße, Bruchweg, Brückenstraße, Buchenweg, Bültener Weg, Drosselweg, Eichenstraße, Görlitzer Straße, Grillenweg, Handwerkerhof, Hügelrose, Hummelstraße, Husumer Weg, Im Sande, Im Winkel, In der Moorheide, Kiefernweg, Kieler Straße, Königsberger Straße, Kornstraße, Krumme Straße, Krusenberg, Lärchenstraße, Lindenstraße, Lübecker Straße, Maikäferweg, Pappelstraße, Ringstraße, Rügenweg, Schlehenweg, Schmetterlingsweg, Schmiedegasse, Silberdistel, Sonnengasse, Stettiner Straße, Sudweyher Landstraße, Sudweyher Straße, Tannenweg, Ulmenring, Verdener Brake, Waldweg, Weizenkamp, Zum Brook, Zum Walde
    - Straßen südlich der K 122: Amselweg, Am Hohen Esch, Am Schwarzen Berg, Eulenstraße, Falkenstraße, Finkenweg, Haferkamp, Heinrichstraße, Meisenweg, Schwalbenstraße, Sperlingsweg, Südfeld, Taubenstraße, Zum Grund

  - Straßen westlich der B 6: An der Wassermühle, Bäckerstraße, Barrier Straße, Blumenstraße, Bremer Straße, Brückenstraße, Glockenstraße, Grüne Straße, Heinrich-Schmidt-Barrien-Weg, Jahnstraße, Lilienstraße, Narzissenweg, Nelkenstraße, Pastor-Drechsler-Straße, Rathausstraße, Rosenstraße, Sudweyher Straße, Tulpenstraße

## Gessel
- in Gessel (Koordinaten: 52° 56′ 21″ N, 8° 48′ 15″ O)
  - westlich der Bahnstrecke Bremen-Osnabrück: Ahornstraße, Akazienweg, Am Bruchgraben, Am Dorfrand, Am Goldberg, Am Spreeken, Am Waldrand, Bgm.-Meyer-Straße, Bruchweg, Brunnenstraße, Dohlenkamp, Elsternkamp, Eschenweg, Feldstraße, Fischereikämpe, Fliederstraße, Geestloh, Handelsweg, Kampstraße, Klinkerstraße, Kreuzstraße, Ristedter Weg, Ristedter Straße, Sternstraße, Wacholderweg
  - östlich der Bahnstrecke Bremen-Osnabrück: Am Spreeken, Gesseler Kämpe, Hinter den Höfen, Raiffeisenstraße, Syker Straße
- in Leerßen (Koordinaten: 52° 55′ 48,2″ N, 8° 46′ 51,1″ O): Am Heidberg, Am Hoskamp, Fahrenhorster Weg, Georginenstraße, Leerßer Straße, Lürsweg, Papenstieg, Ristedter Hauptstraße, Pohlstraße, Richtweg, Schafdamm, Unter Leerßen, Zum Hohen Berg

## Gödestorf
- Koordinaten:  52° 53′ 51″ N, 8° 54′ 29″ O

Am Moor, Bi’n Spritzenhus, Falldorf, Falldorfer Weg, Gödestorfer Damm, Gödestorfer Straße, Heerweg, Holldiek, Hollwischdamm, Holzkamp, Kreuzbusch, Langendamm, Norderheide, Schnepker Straße, Specken, Twillbeeke, Wiedhoop, Zum Heitkamp, Zum Kolk, Zum Storchennest

## Heiligenfelde
- Straßen westlich der B 6 (Koordinaten:  52° 52′ 19,4″ N, 8° 51′ 54,5″ O): Am Alten Schützenplatz, An der Loge, Clueser Straße, Flurstraße, Flurweg, Gut Hoope, Halbetzer Straße, Hude, Im Fange, Jardinghauser Straße, Jardinghauser Weg, Nienstedter Leichenweg, Querstraße, Rehrßer Straße, Steinheide, Steinweg, Unter den Eichen, Zum Hoope
- Straßen östlich der B 6 (Koordinaten:  52° 52′ 38″ N, 8° 52′ 0″ O): Am Schwarzen Meer, An der Kirche, Bültenkamp, Fuchsberg, Heiligenfelder Straße, Hillerser Weg, Kirchplatz, Königstraße, Moosenweg, Mühlenkamp, Ratsweg, Sünderkämpe

## Henstedt
- Koordinaten:  52° 52′ 21″ N, 8° 49′ 48″ O

Am Buchenkamp, Am Riedebach, Avenue Marc Sangnier, Bramstedter Straße, Halbetzer Straße, Henstedter Straße, Hooper Bergstraße, Nienstedter Leichenweg, Schlaggenweg, Schümberg, Stegenkamp, Vogelbeerenallee, Zum Brande, Zum Hoope, Zum Schlatt, Zur Westermark

## Jardinghausen
- Koordinaten:  52° 51′ 12″ N, 8° 51′ 7″ O

Am Kiefernwald, Auf dem Sünder, Auf den Kempen, Benser Weg, Bomhoff, Dornenkamp, Fuldenriede, Große Heide, Hachkamp, Kastanienallee, Kronsberg, Jardinghauser Straße, Rebhuhnsberg, Slagboom, Stegenkamp, Wickbranzer Straße, Wisloher Straße.

## Okel
- Koordinaten:  52° 56′ 6″ N, 8° 53′ 3″ O

Achter Jürns Hoff, Alte Beeke, Am Sandberg, An der Beeke, Börnbarg, Brake, Diekhus, Dree Eck, Falkenburg, Haarbrook, Kapellenweg, Kuhlenstraße, Liensch, Okeler Heide, Okeler Schlatt, Okeler Straße, Piepsche, Sandberg, Sarusch, Schulstraße, Schultenweg, Seufzerberg, Smeer Ort, Steinstücke, Stichweg, Winkelweg, Wurth, Zum Busch, Zum Heidmoor, Zwei Mühlen.

## Osterholz
- Koordinaten:  52° 55′ 14″ N, 8° 54′ 25″ O

Am Kanal, Am Strengen, Auf dem Texas, Bi’n Spritzenhus, Friedeholzstraße, Geestrand, Kurze Heide, Lange Heide, Osterholzer Straße, Pennigbeck, Zum Kolk

## Ristedt
- in Ristedt (Koordinaten:  52° 56′ 32″ N, 8° 45′ 50″ O): Alte Schulstraße, Am Fahrenhorster Damm, Am Hülsenberg, Am Lendengraben, An den Alten Eichen, Birkenau, Bleeken Kämpe, Blohmbergstraße, Die Riede, Feuerwehrstraße, Hermannsburg, Heudamm, Hohe Bergstraße, Hohlweg, Hokenbarg, Im Dammsohr, In der Fortheide, Kammannsweg, Lärchenreihe, Leester Straße, Neuenlander Straße, Pappelweg, Rhombergstraße, Ristedter Hauptstraße, Ristedter Kämpe, Ristedter Kirchweg, Sandstraße, Scheunenbrink, Schützenstraße, Strietfuhren, Tannenhain, Unter der Windmühle, Vor der Warwer Riede, Warwer Straße, Wasserwerkstraße, Windmühlenstraße, Zum Grunewald, Zum Heidkönig, Zum Hesternlande, Zum Krummen Schneider, Zum Tegeler, Zur Streitheide, Zuschlag
- in Sörhausen (Koordinaten:  52° 55′ 53″ N, 8° 45′ 20″ O): Achtern Hoff, Am Hülsenberg, Auf dem Alten Lande, Auf den Kuhlen, Heckenweg, Sörhausener Straße, Zum Brink, Zum Kiehnkenberg

## Schnepke
- Koordinaten:  52° 54′ 21″ N, 8° 52′ 30″ O

Am Damm, Am Forstrand, Bernhard-Dierking-Weg, Brinkweg, Falldorfer Weg, Fuhrenweg, Heerweg, Im Kreuzbusch, Poststraße, Schnepker Straße, Schlattweg, Traher Weg, Wegsende.

## Steimke
- Koordinaten:  52° 54′ 0″ N, 8° 50′ 41″ O

Ackerwinde, Alte Poststraße, Am Feldrain, Am Lindhof, Hannoversche Straße, Hassinghausen, Heidweg, Hillerser Weg, Im Felde, Kurzer Weg, Langenkamp, Mühlenweg, Neue Straße, Nienburger Straße, Steimker Höhe, Steimker Straße, Zur Steimker Mühle

## Syke (Kernstadt)
- Straßen östlich der B 6 (Koordinaten:  52° 54′ 52″ N, 8° 49′ 46,2″ O): Am Amtmannsteich, Am Düngel, Am Friedeholz, Am Hang, Am Hoyaer Berg, Bergstraße, Bgm.-Mävers-Straße, Denekestraße, Fichtenstraße, Friedeholzstraße, Goetheweg, Hermannstraße, Kirchstraße, Moorgrabenweg, Okeler Straße, Schnepker Straße, Siebenhäuser, Sonnenhang, Steinkamp, Waldstraße, Wiesenstraße, Wilhelmstraße, Zum Friedhof
- Straßen westlich der B 6 (Koordinaten:  52° 54′ 58″ N, 8° 49′ 7″ O)
  - östlich der Bahnstrecke Bremen-Osnabrück
    - nördlich der L 333: Achtern Höben, Achtern Knick, Am Bahnhof, Am Brahmbusch, Am Feuerwehrturm, Am Flachsfeld, Am Hacheufer, Am Hünenberg, Am Plitenberg, Am Radeberg, An der Volksbank, An der Weide, Appelhoff, Auf den Wührden, Bassumer Straße, Bahnhofstraße, Beerboom, Bi de Kark, Bremer Weg, Bürgermeisterkamp, Dör de Wisch, Ernst-Boden-Straße, Fasanenweg,  Ferdinand-Salfer-Straße, Gartenstraße, Gau Dör, Georg-Hoffmann-Straße, Gesseler Straße, Giesela-Wenderoth-Straße, Grevenweg, Hachedamm, Hansaweg, Hauptstraße, Herrlichkeit, Hohe Straße, Im Hachegrund, Im Hachetal, In de Wisch, Kiebitzweg, Kleine Straße, Kolpingstraße, Libellenweg, Lieke Dör, Mittelweg, Mühlendamm, Nordstraße, Plackenhof, Plackenstraße, Radebergstraße, Rehmstedts Padd, Rippes Padd, Rolandstraße, Schilfweg, Schloßweide, Schmidtsweg, Schnepfenweg, Soot, Suurend, Vollmers Padd, Zum Hachepark
    - südlich der L 333 (westlich und östlich der Hache): Allensteiner Straße, Am Lindhof, Am Otternberg, Am Riederdamm, Amalie-Röhrs-Weg, Anna-Ahrens-Weg, Balthasar-Neumann-Straße, Berliner Straße, Bettina-von-Arnim-Straße, Bgm.-Jürgens-Straße, Bgm.-Otersen-Straße, Chemnitzer Straße, Clara-Schumann-Straße, Danziger Straße, Dessauer Straße, Dresdener Straße, Finkenberg, Ginsterweg, Hans-Mennel-Weg, Hassinghausen, Heisterkamp, Hohe Straße, Im Steimker Felde, Kettlers Heide, La-Chartre-Straße, Leipziger Straße, Lindhofhöhe, Lindhofstraße, Magdeburger Straße, Mühlenweg, Neddenborgstraße, Neißer Straße, Paul-Ehrlich-Straße, Ramminghausen, Schäferstieg, Schloßhof, Schloßweide, Schweidnitzer Straße, Seemeyerstraße, Steimker Straße, Südstraße, Sulinger Straße, Waldenburger Straße, Wehlauer Straße

  - westlich der Bahnstrecke Bremen-Osnabrück: Am Ristedter Weg, Am Winklerfelde, Annenstraße, Auf dem Hilgenland, Auf der Heide, Auf der Höhe, Bassumer Landstraße, Benters Kamp, Bernhard-Pölder-Straße, Berta-Grünberg-Straße (siehe Liste der Stolpersteine in Syke), Bgm.-Ohse-Straße, Borgwardstraße, Boschstraße, Carl-Zeiss-Straße, Finkenberg, Grete-Goldschmidt-Straße (siehe Liste der Stolpersteine in Syke), Henny-Löwenstein-Straße (siehe Liste der Stolpersteine in Syke), Industriestraße, Leerßer Straße, Lise-Meitner-Straße, Max-Planck-Straße, Melitta-Bentz-Ring, Minna-Deichmann-Straße (siehe Liste der Stolpersteine in Syke), Nordwohlder Straße, Rosa-Philipps-Straße (siehe Liste der Stolpersteine in Syke), Rudolf-Diesel-Straße, Siemensstraße, Steinackersweg, Werkstraße, Westerstraße, Wilhelm-Heile-Straße

## Wachendorf
- Koordinaten:  52° 52′ 28″ N, 8° 54′ 19″ O

Alter Berg, Alte Weide, Am Holzkamp, Bruchdamm, Colonie (= B 6), Gödestorfer Straße, Heidkamp, Heisterort, Hermann-Löns-Weg, Hillenberg, Im Dorfe, In den Dänen, Kirchberg, Legenhausen, Lindenweg, Moorweg, Neddernheide, Obere Heide, Pulterkuhle, Rethweg, Wachendorfer Straße, Weidedamm, Zum Borstel, Zum Heussen